# 苏密尔岱青
苏密尔岱青（?—?），孛儿只斤氏。汉文史籍译作松木儿台吉、孙木儿阿不害，16世纪蒙古右翼土默特部領主，俺答汗之孙，辛爱黄台吉的第五子。
苏密尔岱青在宣府（今河北省宣化县）西北、距明朝边塞二百余里的擦哈揉儿（今察罕淖尔）驻牧。隆庆五年（1571年），右翼蒙古和明朝达成通贡、互市、封职协议，明朝封苏密尔岱青为指挥佥事。与明朝互市于山西新平市口等处。他的牧地荒旱，部属穷苦，蒙古其他各部也苦其为盗。万历十六年（1588年），第三世达赖喇嘛索南嘉措在蒙古圆寂，苏密尔岱青刚刚出生的第四子，被格鲁派认定为达赖喇嘛的转世灵童，取名云丹嘉措，即第四世达赖喇嘛。
他有四个儿子：
1. 的力盖儿台吉，副千户
2. 跌力波儿台吉，副千户
3. 葛勘儿台吉，百户
4. 云丹嘉措